# ولپانالا
ولپانالا (به لاتین: Welpanala) یک منطقهٔ مسکونی در سری‌لانکا است که در استان مرکزی (سری‌لانکا) واقع شده‌است.